# Becerril de Campos
Pour les articles homonymes, voir Becerril (homonymie).
Becerril de Campos est une commune espagnole de la province de Palencia, dans la communauté autonome de Castille-et-León.